# دانيال بيرس تومسون
دانيال بيرس تومسون (بالإنجليزية: Daniel Pierce Thompson)، وهو كاتب ومحامي وروائي وقاضي ومُحرِّر وصحفي وشاعر قانوني ‏ وسياسي أمريكي، ولد في 1 أكتوبر 1795 في الولايات المتحدة، وتوفي في 6 يونيو 1868. حزبياً، نشط في الحزب الجمهوري. وقد انتخب عضو مجلس نواب فيرمونت.